# Александровка (Киквидзенский район)
Александровка — село в составе Ежовского сельского поселения Киквидзенского района Волгоградской области России.
Население — 399 (2019) человек.

## История
В середине XIX века — владельческая слобода Александровка. Слобода относилась к Хопёрскому округу Земли Войска Донского (с 1870 — Область Войска Донского). В 1859 года в слободе проживали 198 мужчин и 199 женщин, имелся православный молитвенный дом. После отмены крепостного права слобода стала волостным селом Александровской волости. Согласно переписи населения 1897 года в слободе Александровской (она же Селивановка) проживали 263 мужчины и 301 женщина, из них грамотных: мужчин — 92 (38,5 %), грамотных женщин — 8 (2,65 %).
Согласно алфавитному списку населённых мест Области Войска Донского 1915 года земельный надел слободы составлял 1823 десятины, здесь проживали 385 мужчин и 374 женщины, имелись волостное и сельское правления, церковь и школа.
С 1928 году село — в составе Еланского района Хопёрского округа (упразднён в 1930 году) Нижне-Волжского края (с 1934 года — Сталинградский край). До 1928 года село относилось к Соленовскому сельсовету, в 1930 году передан в Мачушанский сельсовет. В 1935 году в составе Мачешанского сельсовета включено в Мачешанский район. В 1959 году Мачешанский район был упразднён, территория включена в состав Киквидзенского района. В 2019 году Александровское сельское поселение упразднено, территория вошла в состав Ежовского сельского поселения.

## География
Село находится на севере Киквидзенского района в пределах Хопёрско-Бузулукской равнины, являющейся южным окончанием Окско-Донской низменности, при балке Скорикова (бассейн реки Мачеха), на высоте около 140—165 метров над уровнем моря. Почвы — чернозёмы обыкновенные.
Автомобильной дорогой с твердым покрытием Александровка связана с селом Мачеха (35 км). По автомобильным дорогам расстояние до областного центра города Волгоград составляет 350 км, до районного центра станицы Преображенской — 55 км.
Климат
Климат умеренный континентальный (согласно классификации климатов Кёппена — Dfb). Многолетняя норма осадков — 477 мм. В течение города количество выпадающих атмосферных осадков распределяется относительно равномерно: наибольшее количество осадков выпадает в июне — 56 мм, наименьшее в марте — 25 мм. Среднегодовая температура положительная и составляет + 6,1 °С, средняя температура самого холодного месяца января −9,9 °С, самого жаркого месяца июля +21,2 °С.
Часовой пояс
Александровка, как и вся Волгоградская область, находится в часовой зоне МСК (московское время). Смещение применяемого времени относительно UTC составляет +3:00.

## Население
Динамика численности населения по годам:
| 1859 | 1873 | 1897 | 1915 | 1987 |
| ---- | ---- | ---- | ---- | ---- |
| 397  | 574  | 564  | 759  | ≈540 |

| 2010 | 2012 | 2013 | 2014 | 2015 | 2016 | 2017 |
| ---- | ---- | ---- | ---- | ---- | ---- | ---- |
| 446  | ↘440 | ↘432 | ↘423 | ↘416 | ↘410 | ↗414 |
| 2018 | 2019 |      |      |      |      |      |
| ↘402 | ↘399 |      |      |      |      |      |